# Tenuipalpus zhizhilashviliae
Tenuipalpus zhizhilashviliae är en spindeldjursart som beskrevs av Reck 1953. Tenuipalpus zhizhilashviliae ingår i släktet Tenuipalpus och familjen Tenuipalpidae. Inga underarter finns listade i Catalogue of Life.